# Andreas Wiegel
Andreas Wiegel (* 21. Juli 1991 in Paderborn) ist ein deutscher Fußballspieler.

## Karriere

### Vereine
Andreas Wiegel begann 1995 beim SC Borchen mit dem Fußballspielen. Über eine Zwischenstation bei Fortuna Schlangen kam er 2004 in die Jugend des SC Paderborn 07. 2006 wechselte er in die Jugendabteilung des FC Schalke 04. Dort gewann er 2007 mit der U-17-Mannschaft den Westfalenpokal.
Am 25. Oktober 2009 kam er erstmals in der zweiten Mannschaft zum Einsatz, als er am 12. Spieltag der Regionalliga West im Spiel gegen den SC Verl in der 66. Minute für Albert Streit eingewechselt wurde. Insgesamt kam er in der Saison 2009/10 auf sechs Einsätze. Zur Saison 2010/11 rückte er fest in den Kader der zweiten Mannschaft auf. In jener Saison kam er auf 15 Einsätze, spielte jedoch nur einmal die kompletten 90 Minuten durch. Am 25. Juni 2011 unterschrieb er beim FC Schalke 04 einen Profivertrag. Allerdings gehörte er in der Saison 2011/12 weiterhin dem Kader der zweiten Mannschaft an. Am 14. Dezember 2011 feierte Wiegel sein Debüt im Profifußball im Europa-League-Spiel bei Maccabi Haifa, in dem er das Tor zum 3:0-Endstand schoss.
Im Juli 2012 wechselte Wiegel zum Zweitligisten FC Erzgebirge Aue. Dort debütierte er am 3. August 2012 in der 2. Bundesliga, als er in der 83. Minute im Spiel gegen den FC St. Pauli für Fabian Müller eingewechselt wurde. Am 9. Dezember 2012, am 18. Spieltag, erzielte er seinen ersten Treffer für Aue und bereitete einen weiteren vor.
Im September 2013 verlängerte Wiegel seinen Vertrag in Aue-Bad Schlema bis 2015 und wurde gleichzeitig bis zum Sommer 2014 an den Drittligisten Rot-Weiß Erfurt ausgeliehen, um Spielpraxis zu sammeln. Nach der Saison erhielt er in Erfurt einen Einjahresvertrag mit einer Option auf eine weitere Spielzeit. Mit Erfurt hielt er sich in der Spielzeit 2014/15 über einen langen Zeitraum im Aufstiegskampf, bevor es zum Saisonende hin zu einem deutlichen Einbruch kam.
Im Sommer 2015 wechselte er zum in die 2. Bundesliga aufgestiegenen MSV Duisburg. Wiegel absolvierte lediglich einen Zweitligaeinsatz am 6. Spieltag gegen den FC St. Pauli und stieg mit dem MSV wieder in die 3. Liga ab. Als Drittligameister 2017 stieg er mit Duisburg wieder in die 2. Bundesliga auf. Nach dem zweiten Abstieg in die Drittklassigkeit mit dem Verein verlängerte er nach über 80 Einsätzen für den Verein seinen im Juni 2019 auslaufenden Vertrag nicht mehr.
Mitte Juli 2019 schloss er sich dem belgischen Erstdivisionär Waasland-Beveren an. Sein Vertrag dort wurde für drei Jahre abgeschlossen.
Im Oktober 2021 wechselte er zurück nach Deutschland und schloss sich dem BFC Dynamo in der Regionalliga Nordost an.
Nachdem sein Vertrag im Sommer ausgelaufen war, schloss er sich im August 2022 dem Drittliga-Aufsteiger Rot-Weiss Essen an.
Im  Oktober 2024 schloss er sich dem Regionalligisten Sportfreunde Lotte an.

### Nationalmannschaft
Wiegel absolvierte 2006 ein Spiel für die deutsche U16-Nationalmannschaft.